# Кінограма

Кінограма потрійного стрибка в довжину.

Кінограми що фіксують процес вигорання вуглемазутних гранул та зерен вугілля при 810°C

Кінограма — зафіксований на кіноплівці послідовний ряд подій, рухів, дій. Застосовують у наукових дослідженнях, спорті тощо для демонстрації у деталях усіх фаз руху (чи іншої поведінки) об'єкта зйомки. Зокрема, застосовують прискорену кінозйомку та уповільнену кінозйомку.